# 1er juillet 1939
Le samedi 1er juillet 1939 est le 182e jour de l'année 1939.

## Naissances
- Éric Bourdais de Charbonnière, dirigeant d'entreprises français
- Adrian Schenker, dominicain et bibliste suisse spécialiste de l'Ancien Testament
- Augusto Caminito, réalisateur, scénariste et producteur de cinéma italien
- César M. Lorenzo (mort le 1er octobre 2015), historien espagnol du mouvement libertaire espagnol, notoire pour être l'auteur de l'ouvrage de référence Les anarchistes espagnols et le pouvoir (1868-1969) publié en 1969 en français
- Claude Bouchard, chercheur canadien, spécialiste de l'obésité
- Francis Giacobetti, photographe et réalisateur français
- Hugo Plomteux (mort le 15 janvier 1981), linguiste et dialectologue belge
- Jürgen Schütz (mort le 19 mars 1995), joueur allemand de football
- Jean-Louis Maunoury, auteur français
- Jean-Paul Fouletier (mort le 27 août 2016), haltérophile français
- Jean Bulot, marin et écrivain français
- John A. Osborn (mort le 23 avril 2000), chimiste anglais
- Karen Black (morte le 8 août 2013), actrice américaine
- Lois W. Banner, auteur féministe américaine
- Marcel André Boisard, diplomate suisse
- Michał Seweryński, juriste et personnalité politique polonaise
- Michel Hubaut, moine franciscain et écrivain français
- Paul Magnin, sinologue et directeur de recherche au CNRS français
- Pierre Grosz, auteur français
- Tadeusz Blauth, joueur polonais de basket-ball

## Décès
- Édouard Fabre (né le 21 août 1885), marathonien québécois
- Louis Davids (né le 19 décembre 1883), chanteur néerlandais

## Événements
- Les négociations entre la France, le Royaume-Uni et l’URSS en vue d’un pacte d’assistance mutuelle s’enlisent.
- La compagnie américaine American Export Air Lines inaugure sa première liaison transatlantique.
- Création du district de Mandya
- Fondation du village japonais Izenajima